# Mohyliw
Mohyliw (ukr. Могилів) – wieś na Ukrainie, w obwodzie dniepropetrowskim, w rejonie dnieprzańskim, siedziba hromady. W 2001 liczyła 4097 mieszkańców.

## Urodzeni
- Mychajło Panikacha – radziecki wojskowy.